# ナジ・ラースロー (ハンドボール)
ナジ・ラースロー（Nagy László、1981年3月3日 - ）は、ハンガリーのハンドボール選手。ポジションはライトバック。
フェイェール県セーケシュフェヘールヴァール出身。1999年よりハンガリー代表に選出されている。

## 所属クラブ
- 1997年-2000年  Pick Szeged
- 2000年-2012年  FCバルセロナ
- 2012年-  MKB Veszprém